# John Bright (scénariste)
Pour les articles homonymes, voir John Bright et Bright.
John Bright est un scénariste américain né le 1er janvier 1908 à Baltimore, Maryland (États-Unis), mort le 14 septembre 1989.
En 1933, il fait partie des dix fondateurs de la Screen Writers Guild. Guilde des scénaristes de Hollywood. Comme d'autres fondateurs et membres de la Guilde, John Bright devient la cible au début des années 1950 du House Un-American Activities Committee, comité de censure et de traque d' activités anti-américaines, et figure dans la liste noire de Hollywood.
L'épouse de Bright, Josefina Fierro, est elle-même une militante mexicaino-américaine. John Bright se réfugie au Mexique et écrit des scénarios pour au moins deux films mexicains.

## Filmographie
- 1931 : L'Ennemi public (The Public Enemy)
- 1931 : Le Beau Joueur (Smart Money) d'Alfred E. Green
- 1931 : Blonde Crazy
- 1932 : Union Depot
- 1932 : Taxi!
- 1932 : The Crowd Roars
- 1932 : Une allumette pour trois (Three on a Match)
- 1932 : Si j'avais un million (If I Had a Million)
- 1933 : Lady Lou (She Done Him Wrong)
- 1936 : Here Comes Trouble (en) de Lewis Seiler
- 1936 : Girl of the Ozarks
- 1936 : Le Doigt qui accuse (The Accusing Finger)
- 1937 : Deux femmes (John Meade's Woman) de Richard Wallace
- 1937 : La Révolte (San Quentin) de Lloyd Bacon
- 1939 : Back Door to Heaven
- 1942 : Broadway, de William A. Seiter
- 1942 : La Voix de la terreur (Sherlock Holmes and the voice of terror)
- 1948 : L'Homme aux abois (I Walk Alone)
- 1948 : Joe Palooka in Fighting Mad
- 1948 : Close-Up (en)
- 1949 : The Kid from Cleveland
- 1951 : La Corrida de la peur (The Brave Bulls)
- 1954 : La Révolte des pendus (La Rebelión de los colgados)